# Tedeschi di Pabianice
I primi tedeschi a Pabianice sono menzionati per la prima volta nel 1793, quando la città, in conseguenza della seconda spartizione della Polonia, venne inglobata nello stato prussiano. Molti tedeschi durante il dominio prussiano hanno lavorato come impiegati statali a Pabianice. 

## Il Congresso di Vienna
La successiva ondata d'immigrazione di coloni tedeschi arrivò negli anni Venti del XIX secolo in conseguenza al Congresso di Vienna, in cui venne deciso di fondare il Regno di Polonia e di metterlo sotto dominio russo. 
Il governo di Varsavia, avendo l'intenzione di industrializzare il paese, favorì l'insediamento di ulteriori immigrati. Il governo inviò dei reclutatori nei territori tedeschi, soprattutto in Sassonia, Slesia, Prussia e nel territorio dei Sudeti. Nel 1825 arrivarono a Pabianice 14 esperti di panni. Ai nuovi arrivati inizialmente furono messe a disposizione delle sale nel castello (cortile antico del Capitolo di Cracovia) e nelle case retrostanti del castello (dove sono stati sistemati i primi telai). Successivamente ogni colono ricevette del terreno edificabile e un prestito per un importo di 600 Złoty polacchi per la costruzione di una casa di legno o di 1.500 Złoty polacchi per una casa di mattoni. Fu istituita sul fiume Dobrzynka una gualchiera per la trasformazione, la compattazione e la finitura dei tessuti.

## La prima guerra mondiale
Dopo lo scoppio della prima guerra mondiale, Pabianice fu occupata dall'esercito tedesco il 20 agosto 1914. Il 10 novembre 1918 i soldati tedeschi furono disarmati dalle organizzazioni d'indipendenza polacche. 

## La seconda guerra mondiale
L'8 settembre 1939 Pabianice fu occupata dalla Wehrmacht e il 20 novembre 1939 fu incorporata nel Reich tedesco come parte del Wartheland. Nelle vicinanze furono insediati quasi 12.000 tedeschi provenienti dalla Volinia, dalla Bessarabia e dal Baltico. Il 12  gennaio 1945 ebbe l'inizio il contrattacco sovietico. Il 17 incominciò l'evacuazione dei tedeschi e il 19 gennaio Pabianice fu occupata dall'Armata Rossa. Poi iniziò l'espulsione. Tutti i tedeschi furono espropriati e furono inviati al lavoro forzato. Gli uomini tra i 15 e i 65 anni furono deportati in Siberia.